# Triazoxide
Le triazoxide est un composé chimique utilisé comme fongicide.